# 크리스티아네 엔들레르
클라우디아 크리스티아네 엔들레르 무티넬리(스페인어: Claudia Christiane Endler Mutinelli, 1991년 7월 23일 ~ )는 칠레의 여자 축구 선수로 현재 프랑스 디비지옹 1 페미닌의 올랭피크 리옹 페미닌에서 골키퍼로 뛰고 있으며 2014년 남아메리카 게임 은메달리스트이다. 또한 칠레 여자 축구 국가대표팀에서는 카렌 아라야와 함께 공동 주장을 담당하고 있으며 현재 국제 A매치 71경기로 칠레 여자 대표팀 선수 중 최다 출전 수를 보유하고 있다.

## 개요
독일 출신의 아버지와 칠레 출신의 어머니 사이에서 태어났으며 어린 시절부터 스포츠에 재능을 가졌다. 테니스, 수영, 필드하키, 농구, 배구, 체조를 비롯한 다양한 스포츠 종목을 연습했지만 나중에 축구 선수가 되기로 결심한다. 원래 포지션은 수비수였지만 칠레의 전직 남자 축구 선수이자 골키퍼였던 마르코 코르네스를 만나면서 골키퍼로 전향했고 자국에서 열린 2008년 FIFA U-20 여자 월드컵에 참가했지만 팀은 3전 전패·A조 꼴찌로 조별리그에서 탈락했다. 이후 2008년, 2009년, 2010년 칠레 올해의 여자 축구 선수로 선정되었고 2012년에는 콜로-콜로의 코파 리베르타도레스 페메니나 우승을 견인했다. 2017년 7월에는 프랑스 디비지옹 1 페미닌의 파리 생제르맹으로 이적했다. 그리고 2018년 코파 아메리카 페메니나에 출전하여 팀의 통산 2번째 준우승과 함께 2019년 FIFA 여자 월드컵 사상 첫 본선 진출에 일조했다.

## 수상

### 클럽
콜로-콜로
- 2012년 코파 리베르타도레스 페메니나 우승

### 국가대표
- 2018년 코파 아메리카 페메니나 준우승